# Rudolph von Auerswald
Rudolph von Auerswald (Marienwerder, 1º settembre 1795 – 15 gennaio 1866) è stato un politico tedesco.

## Biografia
Ufficiale di cavalleria, cominciò la sua carriera politica nel Parlamento provinciale della Prussia Orientale. Dopo la rivoluzione del 1848, nel giugno 1848, divenne Ministro presidente della Prussia e ministro degli Esteri. Dopo la sua caduta, agì come deputato e presidente della Camera dei Deputati prussiana e giocò un ruolo decisivo nell'opposizione liberale.
Nel 1858 il principe reggente, futuro re e imperatore Guglielmo I, lo pose nel ministero della Nuova Era sotto il principe Carlo Antonio di Hohenzollern-Sigmaringen, in cui Auerewald rappresentò l'unione agli ideali del 1848. Nel 1860 sostituì il principe di Hohenzollern come presidente dei ministri. Provvide alla riforma dell'esercito; nel 1862 dovette cedere la carica, segnando l'inizio dell'era di Otto von Bismarck, morendo quattro anni dopo nel 1866.